# Alexeï Evlachev
Alexeï Petrovitch Evlachev (en russe : Алексей Петрович Евлашев (1706, Moscou — 1760, Moscou) est un architecte russe, maître du baroque élisabethain. Il a travaillé surtout à Moscou et dans le gouvernement de Moscou.

## Biographie
Alexeï Evlachev est né dans une famille noble à Moscou en 1706. Il a probablement fait ses études à Saint-Pétersbourg. En 1723, il est inscrit comme étudiant ingénieur, puis en 1733 devient assistant d'architecte , et obtient le titre en 1745. En 1749, il est architecte major et en 1755 architecte colonel.
À partir de 1730, il aide Bartolomeo Rastrelli lors de la construction du palais de l'impératrice Anne à Moscou le long de la rivière Iaouza. En 1733, il est à Moscou dans la propriété de la famille Strechnev (ru) du nom d'Ilynskoe, où il construit l'église en pierre Saint-Élie-le-Prophète (dans le village d'Ilyne à l'est de Moscou, actuel oblast de Moscou). En 1734, il est envoyé par décret à Saint-Pétersbourg. En 1747, ensemble avec Ivan Korobov, Ivan Fiodorovitch Mitchourine et Dmitri Oukhtomski, il procède à une inspection du Kremlin de Moscou, établit des devis pour des réparations et des plans de tous les locaux. En 1747-1748, c'est sous la direction d'Évlachev qu'est construite la maison de Golovine. Il prend Karl Blank comme assistant en 1749. C'est selon son projet de 1750 que l'iconostase de deux chapelles du cathédrale de la Résurrection du Monastère de la Nouvelle-Jérusalem sont réalisées. Il établit aussi les plans du palais de pierre de la Colline des moineaux à Moscou. Il est encore l'auteur du projet du clocher de l'église Saint-Zacharie-et-Sainte-Élisabeth du Monastère Donskoï (1750-1753). Selon plusieurs auteurs, Evlachev serait l'auteur de l' église Saint-Clément, dont la construction est achèvée dans les années 1760 par un de ses élèves, Ivan Iakovlev. Cette église est également attribuée à Pietro Trezzini en collaboration avec Evlachev et Iakovlev,.

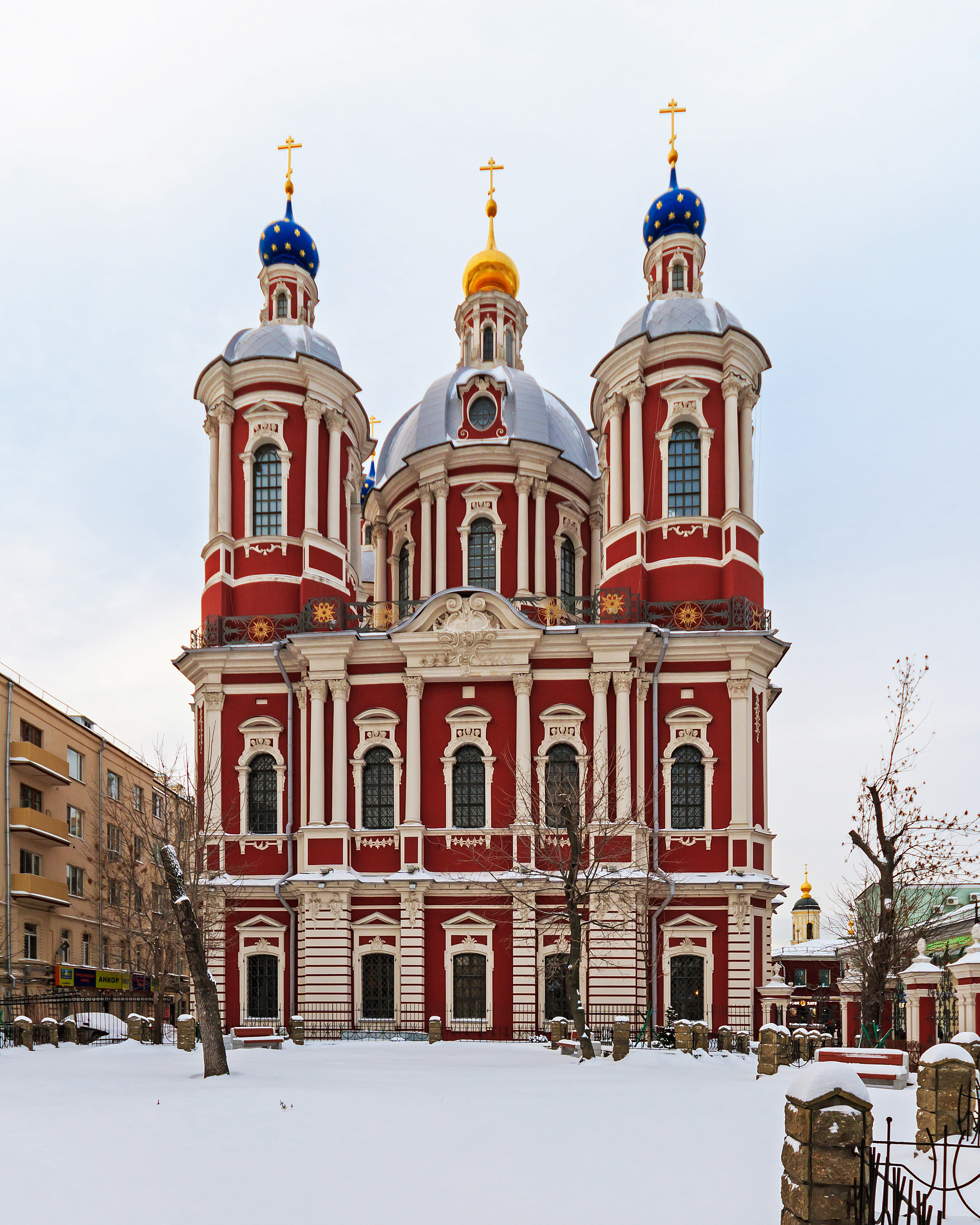
église Saint-Clément de Moscou
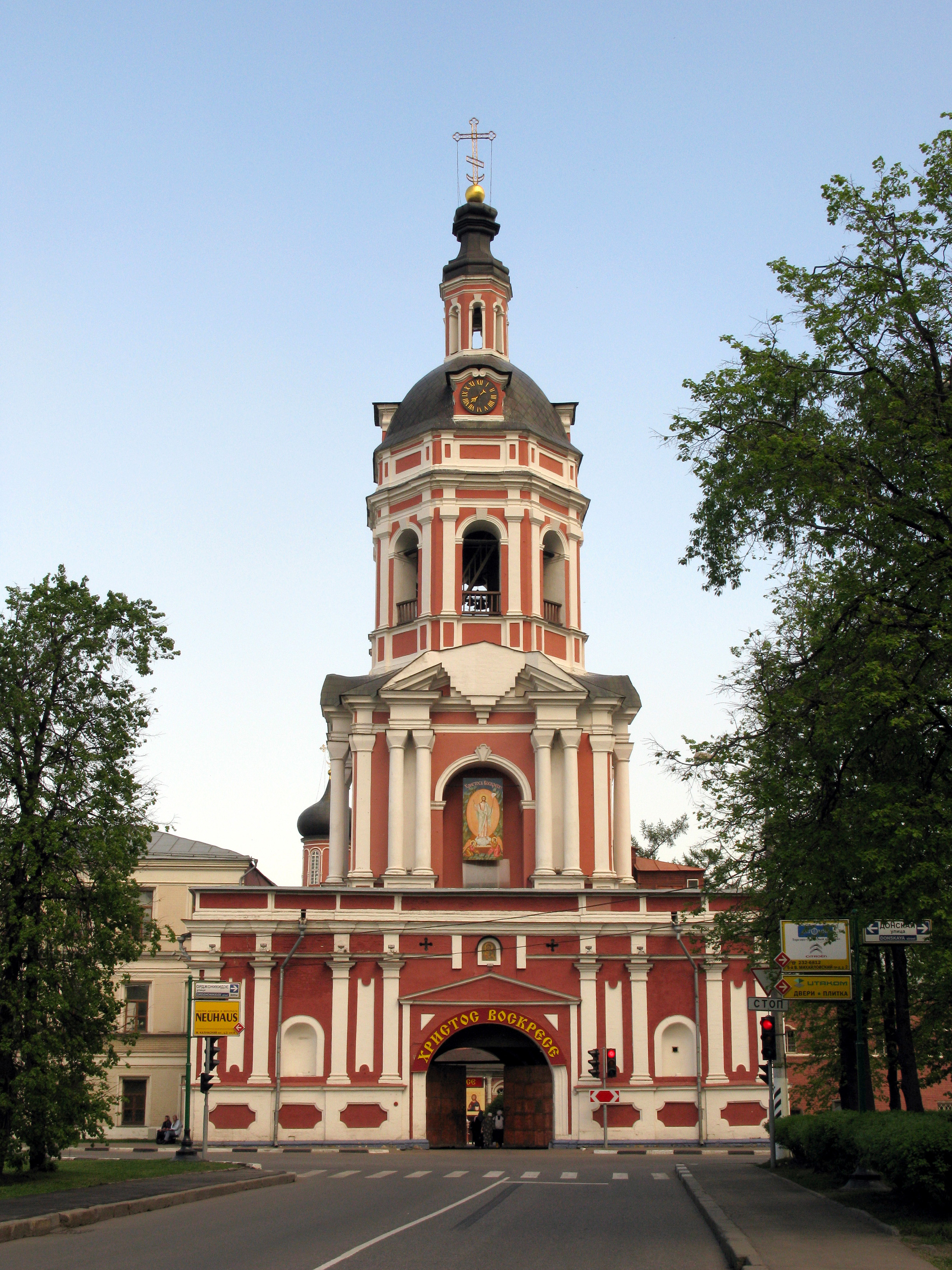
Porche-clocher de l'église Saint-Zacharie-et-Sainte-Élisabeth du Monastère Donskoï à Moscou.